# Vermileo vermileo
Il vermileone (Vermileo vermileo (Linnaeus, 1758)) è un insetto dell'ordine dei ditteri e della famiglia dei vermileonidi (di cui è la specie eponima).

## Descrizione
L'adulto, giallo con striature nere, ha una struttura corporea sottile, con torace alto e tondeggiante ornato da tre strisce parallele.

### Biologia

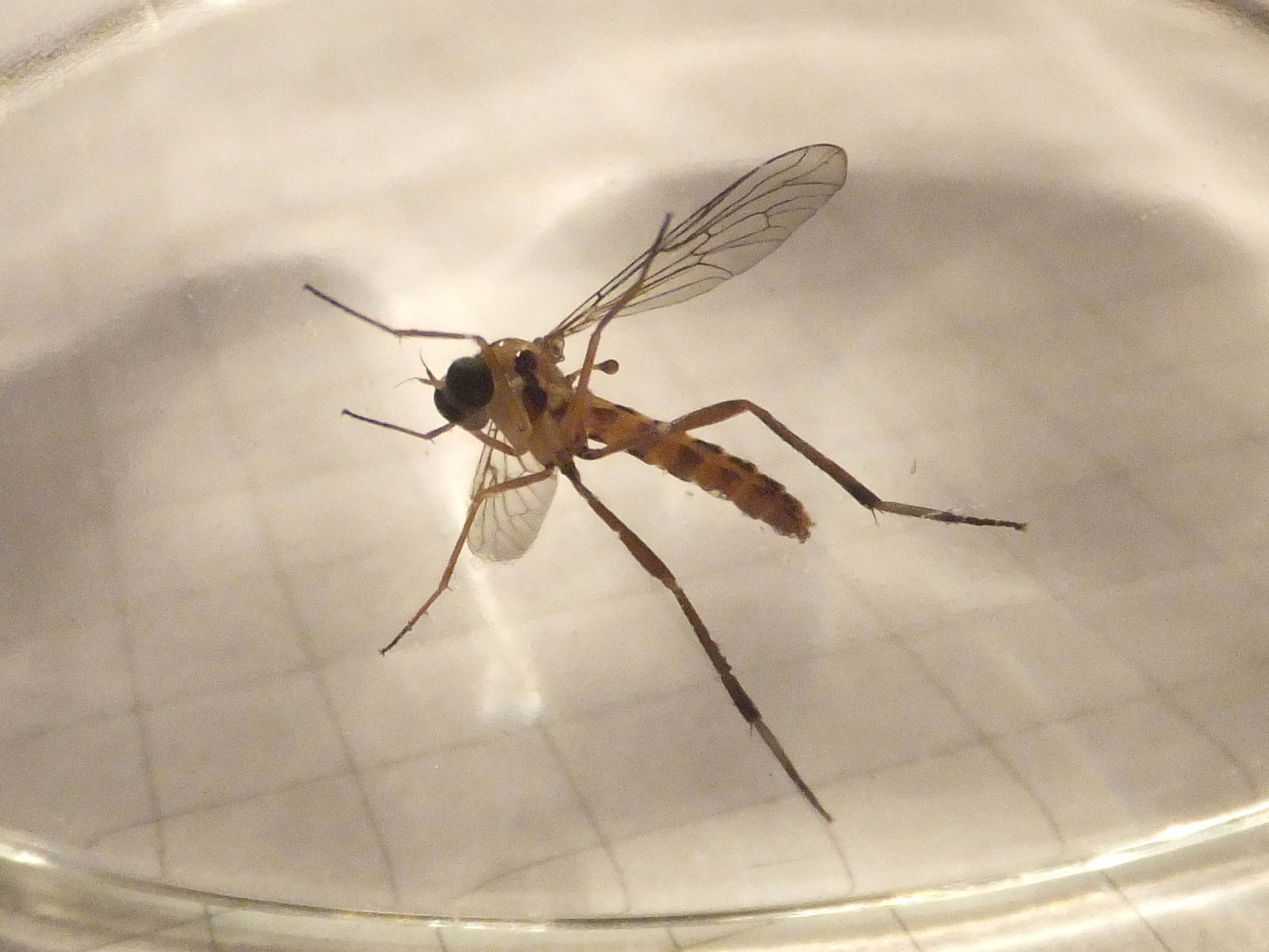
Vista ventrale dell'adulto

Come gli altri vermileonidi e similmente ai formicaleoni, anche Vermileo vermileo è caratterizzato da una larva predatrice dal peculiare comportamento (il "vermileone" vero e proprio): una volta trovato un posto ombreggiato e riparato dalla pioggia, con sabbia preferibilmente molto sottile, essa ruota la parte inferiore del corpo e produce così una fossa a imbuto sul cui fondo si posiziona, pronta a divorare altri piccoli insetti che cadono nella buca, specialmente formiche.
Una volta maturata, la larva s'impupa e si schiude dopo circa un mese. L'adulto, che ha vita breve (2-5 giorni), invece si ciba di nettare, e ha dimensioni che variano dai 5 ai 12 mm.

## Distribuzione e habitat
La presenza di questa specie è attestata in tutta Italia, Francia continentale, Spagna continentale, Svizzera, Austria, Bulgaria e nelle regioni mediterranee di Croazia e Slovenia.